# زاره سینانیان
زاره سینانیان (ارمنی: Զարեհ Սինանյան؛ انگلیسی: Zareh Sinanyan زاده ۱۹۷۳) سیاست‌مدار ارمنی‌تبار اهل ایالات متحده آمریکا و شهردار کنونی گلندیل کالیفرنیا است.

## زندگی‌نامه
زاره سینانیان در سال ۱۹۷۳ در شهر ایروان پایتخت ارمنستان به دنیا آمد. پدر وی زاده استانبول، ترکیه است که در سال ۱۹۴۶ ساکن ارمنستان شد و مادرش از اهالی تالین است. زاره در سال ۱۹۸۸، به همراه خانواده‌اش به آمریکا مهاجرت نموده و در شهر بربنک، کالیفرنیا ساکن شدند. وی تحصیلات متوسطه را در «دبیرستان بربنک» به پایان رسانده و در سال ۱۹۹۷ مدرک کارشناسی خود را در رشته علوم سیاسی و تاریخ از دانشگاه کالیفرنیا دریافت نمود. وی با مدرک دکتری در رشته حقوق از دانشگاه کالیفرنیای جنوبی فارغ‌التحصیل شد. سینیان ضمن تحصیل در رشته حقوق؛ همزمان در کمیسیون بورس و اوراق بهادار آمریکا فعالیت می‌نمود. او از سال ۲۰۰۶ تا ۲۰۰۸ مسئولیت «کمیسیون پارک‌ها و مراکز تفریحی و خدمات اجتماعی» شهر گلندیل را برعهده داشت و از سال ۲۰۰۹ تا ۲۰۱۱ رئیس «کمیته مشورتی گرانت بلوک توسعه جامعه» شهر گلندیل بود. زاره سینیان در آوریل ۲۰۱۴ به عنوان شهردار گلندیل برگزیده شد.
زاره سینانیان و همسرش «لوری» صاحب چهار فرزند می‌باشند